# Mészáros Tibor (színművész)
Mészáros Tibor (Gyula, 1980. szeptember 28. –) Jászai Mari-díjas magyar színész.

## Életpályája
1992-1999 között a Csabai Színistúdió, 1999-2001 között az Új Színház stúdiójának a tagja volt. 2001-2002 között a Bárka Színház segédszínésze volt. 2002-2006 között a Színház- és Filmművészeti Egyetem hallgatója volt. 2006-2019 között a debreceni Csokonai Színház tagja volt. 2008-2013 között a debreceni Ady Endre Gimnázium drámatagozatán kreatív színészi játékot tanított. 2019-től a kaposvári Csiky Gergely Színház tagja. 2022-től az intézmény művészeti vezetője lett.
A színészet mellett rendezéssel is foglalkozik.

## Magánélete
Felesége Krajcsi Nikolett színésznő, egy lányuk született.

## Színház

### Színészként
- William Shakespeare: Harmadik Richárd... Yorki herceg
- William Shakespeare: Rómeó és Júlia... Lőrinc barát
- William Shakespeare: Lóvátett lovagok... Boyet
- Molière: Scapin, a szemfényvesztő... Leander
- Carlo Goldoni: Chioggiai csetepaté... Titta Nane
- Edmond Rostand: A sasfiók... Gróf Sedlinsky, rendőrfőnök
- Friedrich Dürrenmatt: A vak... Lucianus, nemes
- Nyikolaj Vasziljevics Gogol: A revizor... Ivan Alekszandrovics Hlesztakov, pétervári tisztviselő
- Fjodor Mihajlovics Dosztojevszkij: A Karamazov testvérek... Dmitrij Karamazov
- Anton Pavlovics Csehov: Három nővér... Kuligin
- E. T. A. Hoffmann: Diótörő... Huszárkapitány
- Samuel Beckett: Első szerelem... Férfi
- Frank Wedekind: A tavasz ébredése... Otto
- Georges Feydeau: Bolha a fülbe... McConnery
- Stanislaw Wyspianski: Novemberi éj... Nagyherceg
- Marin Držic: Dundo Maroje... Pomet Trpeza, Hugo szolgája
- Hubay Miklós – Ránki György – Vas István: Egy szerelem három éjszakája... Viktor
- Weöres Sándor: Psyché... szereplő
- Szabó Magda: A macskák szerdája... Lengyel, szénior úr
- Szőcs Géza: Liberté ’56... Szűc, a katona
- Kiss Csaba: Kun László... Béla, macsói herceg
- Bolba Tamás – Szente Vajk – Galambos Attila: Csoportterápia... Ervin Iván
- Szarka Tamás: Mária... Ego
- Olt Tamás: Absinth... Macska
- Orbán János Dénes: A magyar Faust... Hatvani István
- Zakariás Zalán: Aladdin és a bűvös lámpa... Mesélő

### Rendezőként
- Bors néni kalandjai (Csiky Gergely Színház, 2025)
- Nyolc nő (Hevesi Sándor Színház, 2025)
- Család ellen nincs orvosság (Csiky Gergely Színház, 2024)
- A Riviéra vadorzói (Győri Nemzeti Színház, 2024)
- Csókos asszony (Csiky Gergely Színház, 2024)
- Bolha a fülbe (Móricz Zsigmond Színház, 2023)
- Egy hónap falun (Katona József Színház, 2022)
- A Riviéra vadorzói (Csiky Gergely Színház, 2022)
- A falu rossza (Déryné Társulat, 2021)
- Várj, míg sötét lesz! (Móricz Zsigmond Színház, 2021)
- A Napsugár fiúk (Móricz Zsigmond Színház, 2021)
- Csoportterápia (Kőszegi Várszínház, 2019)
- Kőműves Kelemen (Csokonai Színház, 2016)
- Made in Hungária (Csokonai Színház, 2015)
- Chioggiai csetepaté (Gózon Gyula Kamaraszínház)

## Filmográfia
- A mi kis falunk (magyar sorozat, 2020-) ...Répa Sándor
- Drága örökösök (magyar sorozat, 2019) ...Sörvásárló
- Jófiúk (tévéfilm-sorozat, 2019)[9] ...Kertész Miklós
- 200 első randi (magyar sorozat, 2018) ...Zotya
- Munkaügyek (magyar sorozat, 2016) ...Haránt
- Kossuthkifli (magyar sorozat, 2015) ...Rubinusz testvér
- A rögöcsei csoda (tévéfilm, 2014) ...Balogh rendőr
- Coming out (magyar vígjáték, 2013) ...Gergő
- Mindenből egy van (magyar sorozat, 2012) ...Szücs József
- Off Hollywood (2007)
- Budakeszi srácok (2006)
- Fehér tenyér  (magyar filmdráma, 2005)
- Márai Sándorra emlékezünk (magyar dokumentumfilm)

## Díjai és kitüntetései
- Az év művésze (2012) – Dehír
- Rivalda Fesztivál (2010) A legjobb férfi főszereplő díja ‒ Gogol: A revizor (Hlesztakov)
- POSZT (2012) A legjobb férfi mellékszereplő díja ‒ Scapin, a szemfényvesztő (Leander)
- Kaszás Attila-díj (2015)[10]
- Jászai Mari-díj (2024)